# Битка на Делиграду (1813)
Битка на Делиграду (1813) била је једна од последњих битака у Првом српском устанку. Након снажног отпора устаника, Турци су заобишли делиградска утврђења и 6. октобра 1813. заузели Београд, али се Делиград одржао још 6 недеља, након чега су се браниоци разишли кућама.

## Битка
Делиград је 1813. бранио Младен Миловановић са 10-15.000 људи и око 10 топова. Турци су покушали 28. јула да са мањим снагама подиђу утврђењима, али су одбијени. Средином августа команду над главном турском војском (око 50.000) против Србије примио је Мехмед Бехрам-паша. Он је намеравао да делом снага опседне Делиград, а главнином да га обиђе преко Мозгова и продре према Београду.
Да би спречили обилазак Делиграда, Срби су започели градњу Новачићевог редута на Мозговачком вису. Крајем августа Бехрам-паша је са румелијско-албанском војском напао Новачићев редут, заузео га, а затим уз тешке губитке и положај на српском левом крилу. Потом је делом снага опсео Делиград, и почетком септембра са главнином продужио наступање према Ћуприји. У тим борбама погинуло је око 500 Срба, међу њима војводе Пауљ Матејић и Новачић, а војвода Јован Курсула смртно је рањен.

## Последице
Друга турска војска из источне Србије продрла је преко Пореча у долину Велике Мораве, због чега је Младен Миловановић пребацио главне снаге са Делиграда у долину Мораве ради одбране њених прелаза. У делиградским утврђењима остало је око 3.000 Рудничана и Гружана. После преласка Карађорђа у Аустрију 3. октобра и пада Београда 5. октобра, одбрана Делиграда више није имала сврху, али се његова посада држала још 6 недеља, а потом се пробила и разишла кућама.